# Ashleigh Murray
Ashleigh Murray, född 18 januari 1988 i Kansas City, är en amerikansk skådespelare.
Murray har bland annat medverkat i filmen The Way Out. Hon har även medverkat i TV-serierna Riverdale och The Other Black Girl.

## Filmografi (i urval)
- 2017–2023 – Riverdale (TV-serie)
- 2022 – The Way Out
- 2023 – The Other Black Girl (TV-serie)